# Лазич, Боривой
Боривой Ж. Лазич (серб. Боривој Ж. Лазић; 1 августа 1939, Помияча — 4 апреля 2015, Белград) — югославский учёный в области информатики, профессор электротехнического факультета Белградского университета (на пенсию ушёл 30 сентября 2004 года).

## Биография

### Образование и карьера
Родился 1 августа 1939 года в деревне Помияча (община Лозница). Окончил начальную школу в Текерише в 1954 году и гимназию в Шабаце в 1958 году с отличием. Учился на электротехническом факультете Белградского университета, который окончил в 1963 году. Степень магистра получил в 1970 году, степень доктора — в 1979 году. На протяжении 40 лет преподавал на электротехническом факультете Белградского университета, начав свою карьеру на кафедре технической механики в 1964 году, затем преподавал «логическое проектирование» с 1972 года, в 1980 году стал доцентом кафедры информатики и вычислительной техники. В 1987 году получил звание доцента, в 2003 — профессора кафедры информатики и вычислительной техники электротехнического факультета Белградского университета. Скончался 4 апреля 2015 года в Белграде.

### Преподавательская и рабочая деятельность
Профессор Лазич преподавал следующие дисциплины: «Основы вычислительной техники», «Организация и архитектура вычислительных машин», «Операционные системы», «Программируемые промышленные контролёры», «Локальные вычислительные сети». Также он преподавал в магистратуре электротехнического факультета и в военно-технической академии в Жаркове (с 1966 года). Читал лекции в университетах Скопье, Приштины, Подгорицы и Ниша. Работал в институте Михаила Пупина (1972—1974, 1979—1983), институте имени Лолы Рибара (1984—1988) и в компании «Информатика» (1989—1996).

## Публикации
Боривой Лазич опубликовал 38 научных работ в югославских и зарубежных журналах, участвовал в различных конференциях. Автор двух учебников: «Логическое проектирование компьютера» (1994) и «Коммутационные сети» (2006). Также выпустил «Сборник решений задач по логическому проектированию» (1991 и 1995). Участвовал в 16 крупных проектах Научного общества Республики Сербии, из них в 9 был руководителем.

## Награды и достижения
- Член Международной общественной академии связи Москвы с 1997 года
- Продекан, декан и председатель совета электротехнического факультета Белградского университета, член Скупщины университета, заведующий кафедрой информатики и вычислительной техники
- Пять раз избирался деканом факультета (1991—1998, 2000—2002)
- Председатель Совета Белградского университета (2002—2004)
- Член управляющих комитетов компаний РТБ-Бор (2000—2001), Telekom Srbija (2001—2004), ИРИТЕЛ (с декабря 2006), библиотеки Белградского университета, Делта Банк и научного совета института Кирилы Савича (с 1996)
- Член президиума общества ЕТРАН с 1993, шеф секции ИВТ (почётный член с 2013)
- Член редакции журнала «Војно-технички гласник» с 1994 и журнала «Пракса» с 1995
- Председатель комитета по науке и технологии Торговой палаты Белграда, член жюри по наградам магистерских и докторских работ с 1992 года
- Член комитета по электротехнике РМНТ с 1990 по 2000, член совета математического факультета Белградского университета